# Formacja V
Formacja V (pojedynczego dna) – techniczna formacja odwrócenia trendu.  Formację trudno rozpoznać przed kompletnym uformowaniem ze względu na jej gwałtowną naturę.
Polega na szybkim spadku ceny do osiągnięcia wartości krytycznej, a następnie zwyżce do początkowego poziomu.